# Maskulin Music Group
Maskulin Music Group (precedentemente Maskulin) è una etichetta discografica tedesca nata a Berlino e fondata nel 2011 da Fler. La Label indipendente viene distribuito da Sony Music.

## Storia

Alternate logo dell'etichetta musicale

All'inizio l'etichetta discografica doveva essere chiamata Maskulin Digital in tal modo da vendere la musica solamente tramite dei Download su Internet.
Alla fine venne chiamata solamente Maskulin così da poter vendere la musica anche materialmente. La prima pubblicazione della Label è stato il sesto solo album di Fler, Airmax Muzik II uscito l´8 aprile del 2011. Sempre nello stesso anno, precisamente il 16 settembre, venne pubblicato il settimo solo album di Fler Im Bus ganz hinten che raggiunse il 3º posto della classifica tedesca che divenne così il migliore posizionamento per Fler in tutta la sua carriera da solista. Agli inizi di settembre firmò il rapper G-Hot con la Label che Fler conosceva molto bene dai tempi di Aggro Berlin, e infine firmò anche Silla verso la fine di settembre. Il 28 ottobre del 2011 è uscito il disco Maskulin Mixtape Vol.1 che comprende tutti gli artisti della Label.
Nel febbraio del 2012 firmò un contratto con la Label il rapper Nicone. Il 9 marzo del 2012 è uscito l´album più acclamato dai fans Südberlin Maskulin II un sequel di Fler e Silla. Il prequel (Südberlin Maskulin) dei due rapper era già stato pubblicato attraverso la Label Aggro Berlin nel 2008. Un anno dopo il primo Mixtape anche nel 2012 Fler pubblica il sequel, ovvero Maskulin Mixtape Vol.2 che comprende, oltre ai rapper già apparsi nel primo Mixtape, anche Nicone. Sempre nello stesso mese, Fler ha annunciato via Twitter che Dizztino è stato preso sotto contratto con la Label. Il 24 ottobre fu rivelato dal sito DDH - Deutscher Hip Hop.com che il quinto album da solista di Silla, dal titolo Die Passion Whiskey, sarebbe stato pubblicato il 7 dicembre.

## Artisti
Rapper attivi:
- Fler  (dal 2011)
- Jihad  (dal 2011)
- Silla  (dal 2011)

Ex rapper:
- Nicone  (2012)
- Dizztino  (2012)

## Discografia

### Album, Mixtape, Sampler & EP
| Anno | Titolo                 | Artista                     | Posizione massima | Posizione massima | Posizione massima |                         |
| Anno | Titolo                 | Artista                     | GER               | AUT               | CH                |                         |
| ---- | ---------------------- | --------------------------- | ----------------- | ----------------- | ----------------- | ----------------------- |
| 2011 | Airmax Muzik II        | Fler                        | 6                 | 7                 | 9                 | Album studio            |
| 2011 | Im Bus ganz hinten     | Fler                        | 3                 | 9                 | 7                 | Album studio            |
| 2011 | Maskulin Mixtape Vol.1 | Fler, Silla & G-Hot         | -                 | -                 | -                 | Mixtape                 |
| 2012 | Südberlin Maskulin 2   | Fler & Silla                | 6                 | 11                | 7                 | Album in collaborazione |
| 2012 | Maskulin Mixtape Vol.2 | Fler, Silla, G-Hot & Nicone | 10                | -                 | -                 | Mixtape                 |
| 2012 | Hinter blauen Augen    | Fler                        | 3                 | 10                | 11                | Album studio            |
| 2012 | Die Passion            | Silla                       | -                 | -                 | -                 | EP                      |
| 2012 | Die Passion Whiskey    | Silla                       | 15                | 35                | 33                | Album studio            |
| 2013 | Blaues Blut            | Fler                        | 3                 | 5                 | 7                 | Album studio            |
| 2013 | Neue Deutsche Welle 2  | Fler                        | 2                 | 3                 | 6                 | Album studio            |

### Singoli
| Anno | Titolo                                    | Artista      | Stato         | Featuring       | Classifica singoli | Classifica singoli | Classifica singoli |
| Anno | Titolo                                    | Artista      | Stato         | Featuring       | GER                | AUT                | CH                 |
| ---- | ----------------------------------------- | ------------ | ------------- | --------------- | ------------------ | ------------------ | ------------------ |
| 2011 | Nie an mich geglaubt Airmax Muzik II      | Fler         | solo digitale | -               | 64                 | -                  | -                  |
| 2011 | Minutentakt Airmax Muzik II               | Fler         | –             | -               | 60                 | -                  | -                  |
| 2011 | Polosport Massenmord Airmax Muzik II      | Fler         | solo digitale | MoTrip & Silla  | -                  | -                  | -                  |
| 2011 | Spiegelbild Im Bus ganz hinten            | Fler         | –             | -               | 38                 | 73                 | -                  |
| 2011 | Zeichen Im Bus ganz hinten                | Fler         | solo digitale | Moe Mitchell    | -                  | -                  | -                  |
| 2012 | Bleib wach / Pitbull Südberlin Maskulin 2 | Fler & Silla | –             | -               | 79                 | -                  | -                  |
| 2012 | Nummer 1 Hinter blauen Augen              | Fler         | –             | -               | 92                 | -                  | -                  |
| 2012 | Hinter blauen Augen                       | Fler         | solo digitale | -               | -                  | -                  | -                  |
| 2012 | Die Passion Die Passion Whiskey           | Silla        | solo digitale | -               | -                  | -                  | -                  |
| 2012 | Nimm mich wie ich bin Hinter blauen Augen | Fler         | –             | -               | -                  | -                  | -                  |
| 2013 | Der erste Winter Die Passion Whiskey      | Silla        | solo digitale | Cassandra Steen | -                  | -                  | -                  |
| 2013 | Barack Osama Blaues Blut                  | Fler         | -             | -               | 68                 | -                  | -                  |
| 2013 | Pheromone Blaues Blut                     | Fler         | -             | -               | -                  | -                  | -                  |
| 2014 | Stabiler Deutscher Neue Deutsche Welle 2  | Fler         | solo digitale | -               | 82                 | -                  | -                  |
| 2014 | Hipster Hass Neue Deutsche Welle 2        | Fler         | solo digitale | -               | -                  | -                  | -                  |
| 2014 | Schutzengel Neue Deutsche Welle 2         | Fler         | solo digitale | -               | -                  | -                  | -                  |

## Video musicali
| Anno | Titolo                                | Artista                           |
| ---- | ------------------------------------- | --------------------------------- |
| 2011 | Nie an mich geglaubt                  | Fler                              |
| 2011 | Minutentakt                           | Fler                              |
| 2011 | Airmax                                | Fler                              |
| 2011 | Polosport Massenmord                  | Fler, MoTrip                      |
| 2011 | Die Welt dreht sich                   | Fler, MoTrip, DJ Sweap, Pfund 500 |
| 2011 | Spiegelbild                           | Fler                              |
| 2011 | Zeichen                               | Fler, Moe Mitchell                |
| 2011 | Dirty White Boy                       | Fler                              |
| 2011 | Ich leg noch einen drauf              | Nicone                            |
| 2011 | Geldregen / Immer noch kein Fan davon | Fler, G-Hot, Silla                |
| 2011 | Freunde werden Feinde                 | Fler                              |
| 2012 | Pitbull                               | Fler, Silla, Tsunami              |
| 2012 | Nice                                  | Fler, Silla                       |
| 2012 | Charlie Sheen                         | Fler, Silla                       |
| 2012 | Ein Leben                             | G-Hot, Nicone, Julian King        |
| 2012 | Casino Royale                         | G-Hot, Nicone                     |
| 2012 | Nummer Eins                           | Fler                              |
| 2012 | Hinter blauen Augen                   | Fler                              |
| 2012 | La Vida Loca                          | Fler                              |
| 2012 | Du bist es wert                       | Fler, Silla, Moe Mitchell         |
| 2012 | Rap Casablanca #KKK                   | Silla                             |
| 2013 | Der erste Winter                      | Silla, Cassandra Steen            |
| 2013 | Barack Osama                          | Fler                              |
| 2013 | Pheromone                             | Fler                              |
| 2013 | Echte Männer                          | Fler, Silla, Jihad                |
| 2013 | Silla der Killa                       | Silla                             |
| 2013 | Chrome                                | Fler                              |
| 2013 | High Heels                            | Fler, Jihad, Animus               |
| 2013 | Schwarzes Tanktop                     | Silla, Animus                     |
| 2013 | Silberrücken                          | Silla                             |
| 2014 | Stabiler Deutscher                    | Fler                              |
| 2014 | Hipster Hass                          | Fler                              |
| 2014 | Level                                 | Fler                              |
| 2014 | Schutzengel                           | Fler                              |
| 2014 | 1984                                  | Silla                             |
| 2014 | Absolut Silla 2K14                    | Silla                             |